# Марьевка (Мелитопольский район)
Ма́рьевка (укр. Мар'ївка) — село,
Поляновский сельский совет,
Мелитопольский район,
Запорожская область,
Украина.
Бывшая немецкая колония Мариенфельд. Население — 159 человек (на 2001 год).

## Географическое положение
Село Марьевка находится на правом берегу реки Малый Утлюк,
ниже по течению на расстоянии в 2 км расположено село Поляновка.
Рядом проходит автомобильная дорога М-14 (E 58).

## История
Село было основано немцами-лютеранами в 1858 году под названием Мариенфельд, которое переводится с немецкого как «поле Марии».
В 1857 году село состояло из 40 дворов, за ним были закреплены 2440 десятин земли.
В 1886 году в селе было 43 двора, работала школа.
25 сентября 1941 года, в связи с наступлением немецких войск, органы НКВД начали операцию по депортации этнических немцев, проживавших в сёлах Мелитопольского района, а в начале октября Мариенфельд был занят немецкой армией.
В 1945 году село было переименовано в Марьевку.

## Население
В следующей таблице представлена динамика численности населения в Марьевке:
| Год  | Население |
| ---- | --------- |
| 1864 | 283       |
| 1886 | 531       |
| 1889 | 474       |
| 1905 | 378       |
| 1911 | 326       |

| Год  | Население |
| ---- | --------- |
| 1915 | 336       |
| 1918 | 355       |
| 1926 | 475       |
| 1989 | 200       |
| 2001 | 159       |

До 1941 года основную часть населения Мариенфельда составляли немцы (98 % по переписи 1926 года).